# Ахундова, Алла Нуриевна
Алла Нуриевна Ахундова (азерб. Alla Nuru qızı Axundova; род. 27 октября 1939 или 1939, Москва) — русская советская и азербайджанская поэтесса, сценарист, драматург, переводчик. Лауреат Государственной премии Азербайджанской ССР (1970), Заслуженный деятель искусств Азербайджанской ССР (1988). Персональный пенсионер Азербайджана (2004).

## Биография
Родилась в Москве 27 октября 1939 года в семье служащих. В 1964 году окончила Литературный институт им. Горького, а в 1967 году — Высшие сценарные курсы.
Первые стихотворения Аллы Ахундовой были опубликованы в газете «Московский комсомолец» в 1957 году. Член Союза писателей СССР (1969), Союза кинематографистов СССР (1971).

## Произведения, переводы

### Поэзия
- Весёлые кони: стихи для детей. — М.: Малыш, 1969.
- Белый свет: сборник стихов. — Баку, 1970.
- Дровосек без топора. Присказка-небылица. — М.: Детская литература, 1970.
- Белое, красное, жёлтое яблоко: стихи для детей. — М.: Детская литература 1977.
- Девочка-припевочка. — М.: Детская литература. 1978;
- Московская панорама / Николай Рахманов — фотографии, Алла Ахундова — стихи, Роберт Рождественский — вступительный текст. — М.: Московский рабочий, 1979.
- Почему бывает?: стихи для детей. — М.: Детская литература. 1982.
- Воскресный сад: сборник стихов. — М.: Советский писатель, 1987.
- Ступеньки: сборник стихов для детей. — М.: Детская литература, 1989.
- Открытки с видами: сборник стихов. — М., 1999.
- Погремушка: стихи. — М.: Самовар 2004. — (Серия «Малышам»).
- Слово Евы. — М.: Московская городская организация Союза писателей России, 2004.
- Птица: сборник стихов. — М., 2005.
- Карнавал: сборник стихов. — М., 2009.

Стихи А. Ахундовой переведены на английский, румынский, французский, азербайджанский, арабский, японский языки.
«Август»

### Проза
- Хлеб поровну. — Баку, 1983.
- Выражение лица: пять повестей. — М., 1984.

### Переводы
- Ласковые песенки. Из азербайджанской народной поэзии. — М.: Детская литература, 1967.
- Бакозода Н. Ишь ты, озорной! / Перевела с таджикского Алла Ахундова. — М.: Детская литература 1974.
- Весёлая весна. Из азербайджанского фольклора. — М.: Детская литература 1975.
- Скажу роза, скажу мак: азербайджанские народные песни, баяты, считалки, скорговорки и загадки. — Баку: Гянджлик, 1987.
- Переводила эпос древних тюрков, стихотворения английских, арабских, грузинских поэтов. Перевела на русский язык памятник эпоса тюркоязычных народов «Китаби Деде Коркут» («Книга Деда моего Коркуда»).
- Гамлет Исаханлы. Контрасты / Книга стихотворений в переводах Аллы Ахундовой (с азербайджанского). — М.: Изографъ, 2006.

### Собрание сочинений
- Семикнижие: избранные произведения в 7-ми книгах. — М., 2009.

## Фильмография
- У моря, где мы играли (фильм, 1967) (автор сценария);
- Хлеб поровну (фильм, 1969) (автор сценария);
- Счастья вам, девочки! (фильм, 1973) (автор сценария);
- Однажды летом (киноальманах, 1973) (автор сценария);
- Ты приходи к нам, приходи (фильм, 1973) (автор сценария);
- Автомобиль, скрипка и собака Клякса (фильм, 1974) (автор сценария и текстов песен);
- Яблоко как яблоко (фильм, 1975) (автор сценария);
- Там, на неведомых дорожках… (фильм, 1982) (автор сценария);
- Забытые вещи (фильм, 1982) (автор сценария);
- Любочка (фильм, 1984) (автор сценария).

## Сценарии анимационных фильмов
- Джиртдан (1969, по мотивам сказки «Как Джиртдан увёл детей от страшного дива»);
- Прекрасная царевна Нефть (1974);
- Стойкий оловянный солдатик (1976).

## Интересные факты
Поэтесса Анна Ахматова в своё время высоко оценила творчество Аллы Ахундовой. Кроме того, литературному критику Станиславу Лесневскому принадлежат такие слова: «Русская женская поэзия — это три „Ах“: Ахматова, Ахмадулина и Ахундова».